# Merry Little Park!
『Merry Little Park!』（メリー・リトル・パーク！）は、雑誌『電撃G'sマガジン』（メディアワークス）連載の読者参加企画。略称は「メリパク」、或いは「メリパ」。

## あらすじ
資産家の令嬢・嶺里きりりは、親にねだって作ってもらった観覧車をきっかけに、遊園地「メリー・リトル・パーク」を開園。
たった1つしかアトラクションが存在しない「メリパク」のコンパニオンとなった5人の少女たちと協力しながら集客とアトラクションの拡大を目指し始めた。

## 概要
『電撃G'sマガジン』2001年4月号から12月号まで連載。全9回。
私設の遊園地「メリー・リトル・パーク」を舞台に、新たなアトラクションの新設と様々なイベントを企画する6人の少女の物語。
本作が連載開始された時期は『G's』のメインコンテンツであったギャルゲーの長期低落傾向が始まった時期であり、それに加えて『シスター・プリンセス』が同誌の読者参加企画として最大のヒットを記録していた時期でもあったことから『G's』編集部では「第2のシスプリ」を発掘すべく『HAPPY★LESSON』『Milky Season』とたて続けに様々なシチュエーションの読者参加企画をスタートさせていた。
しかしながら、本作は『シスプリ』『ハピレス』が2大主力連載として君臨していた中では余りにも存在感に乏しく、作品としても何がしたいのか読者にコンセプトが理解しづらいものであったため投票数も低調な状態が続き、連載開始から1年を経ずに終了。G'sの読者参加企画としては『聖女神天国』に次ぐ短期間連載となった。

## スタッフ
- イラスト：ひさかた悠
- テキスト：非公開

## 登場人物

### 社長
嶺里 きりり（みねさと - ）
資産家の令嬢。8歳にしてメリー・リトル・パークの社長。
不在しがちの実業家の両親にねだって自宅の敷地内に観覧車を作ってもらい、それをきっかけにメリー・リトル・パークのオープンを考え付いた。何かを閃くと手に持った扇子を開く。

### コンパニオン
加藤 南奈（かとう なな）
高校1年生。身長147cm。
遊園地が大好きな、明るい性格。春から地元の公立高校に通う。慌て者だが、持ち前の元気さと行動力で場を盛り上げるムードメーカー。
第1回人気投票では5位、第1・2・3・5回誌上ゲームでは4位、第4回誌上ゲームでは5位。
鈴海 京子（すずみ きょうこ）
高校1年生。身長160cm。
落ち着いていて、礼儀正しい女の子。人々に夢を与える遊園地で働くことに憧れていた。1つ1つの仕事を丁寧にこなす。春から私立の高校生になる。
第1回人気投票では2位、第1・2・3・4・5回誌上ゲームでは1位。
羽森 早紀（はねもり さき）
高校2年生。身長155cm。
可愛いものや楽しいことが大好きで、様々なアトラクションやイベントを積極的に提案している。1つの事に集中しすぎてドジを踏むこともあるが、どんな時も笑顔で乗り切る。
第1回人気投票では4位、第1・5回誌上ゲームでは3位、第2・3・4回誌上ゲームでは2位。
佐々弓 知緒（ささゆみ ちお）
高校2年生。身長155cm。
のんびり、ゆっくりしたテンポで行動しているが、時間通りにきちんと仕事をこなしており、周囲からは頼られている。常ににこやかで、笑みを絶やさない。
第1回人気投票では1位、第1・5回誌上ゲームでは2位、第2・3・4回誌上ゲームでは3位。
深沢 円香（ふかざわ まどか）
高校3年生。身長158cm。
5人のコンパニオンの中では最年長。皆にテキパキ指示を出すしっかり者。以前は他のテーマパークで働いていた経験者だが、感激屋でもある。来年に控えた受験が気がかり。
第1回人気投票では3位、第1・2・3・5回誌上ゲームでは5位、第4回誌上ゲームでは4位。

### マスコット
ミュウプル
メリー・リトル・パークのマスコットキャラクター。目がピエロのような十字になっている水色のヒツジ。

## 誌上ゲーム
その号に開設・開催したアトラクション・イベントを舞台に、（1）どのコンパニオンと、（2）どの小イベントに参加し、（3）どんな行動を取るかを選択し、本誌綴じ込みの専用ハガキで回答を送る。各項目ごとに5つの選択肢が存在し、コンパニオンによって正答が異なる（ゆえに、正答率は4%）。正解者にはメリパクグッズが送られ、結果は設問（1）の被選択数の多い順に発表される（＝人気投票も兼ねている）。

## 歴史
年号は、『電撃G'sマガジン』の発売号に合わせている。
2001年3月号
新連載告知。
2001年4月号
キャラクター紹介、ファーストインプレッション大投票(第1回人気投票)開催。
2001年5月号
オープン記念イベントの1日を描いたイラストストーリーを掲載。パークのマスコット（？）の名前を募集。投稿コーナー「メリパク広場」スタート。
2001年6月号
ジェットコースターを開設。「コンパニオン＆コスチューム紹介」その1（早紀as飲茶屋台ウェイトレス）掲載。第1回人気投票結果発表。第1回誌上ゲーム開始。
2001年7月号
コーヒーカップを開設。「コンパニオン＆コスチューム紹介」その2（京子asパーク総合案内係）掲載。マスコットの名前が「ミュウプル」に決定。第2回誌上ゲーム開始。
2001年8月号
プールを開設。「コンパニオン＆コスチューム紹介」その3（南奈asティールーム・ウェイトレス）掲載。第1回誌上ゲーム結果発表、第3回誌上ゲーム開始。
2001年9月号
お化け屋敷を開設。「コンパニオン＆コスチューム紹介」その4（円香asお化け屋敷の九尾のキツネ）掲載。第2回誌上ゲーム結果発表、第4回誌上ゲーム開始。「メリパク広場」に、きりり専用コーナー「きりりの社長室」設置。
2001年10月号
レストランがオープン。「コンパニオン＆コスチューム紹介」その5（知緒as人形劇の司会進行）掲載。第3回誌上ゲーム結果発表、第5回誌上ゲーム開始。
2001年11月号
扉絵なし。秋の大運動会を開催。第4回誌上ゲーム結果発表。
2001年12月号
扉絵はきりり。第5回誌上ゲーム結果発表。